# Phyxelida eurygyna
Phyxelida eurygyna is een spinnensoort uit de familie Phyxelididae. De soort komt voor in Malawi.